# Панкратий Печерский
Панкратий Печерский или Панкратий Затворник — иеромонах; преподобный Русской православной церкви. 
О его мирской жизни сведений практически не сохранилось. Панкратий известен, как иеромонах-затворник Киево-Печерского монастыря (ныне — лавры), живший в XIII веке. Согласно летописям, он был наделён даром исцелять больных молитвой, постом и помазанием маслом. 
В священной песне о преподобном затворнике говорится: «в постницех явился еси велик, во иереях же нарочит и в чудотворения дарех показася славен». Тропарь преподобного Панкратия Печерского, в Дальних пещерах гласит: «Панкратие Богомудре,/ священниче Господень изрядне,/ и чудес многих самодетелю,/ молися Господеви,/ во еже спасти души наша».
Мощи этого подвижника открыто почивают в Киеве в Дальних (Феодосиевых) пещерах Киево-Печерской лавры, где он прожил до самой смерти. 
Память Панкратия Печерского чтится 28 августа и 9 февраля, на второй неделе великого поста.